# Jacaranda macrantha
Jacaranda macrantha es una especie de bignoniácea arbórea del género Jacaranda, familia Bignoniaceae.
Es nativa del nordeste, sur y sudeste de Brasil.